# کنوانسیون بارسلون
کنوانسیون بارسلون (انگلیسی: Barcelona Convention)
کنوانسیون حفاظت از محیط زیست دریایی و منطقه ساحلی مدیترانه، در اصل کنوانسیون حفاظت از دریای مدیترانه در برابر آلودگی است و به عنوان کنوانسیون بارسلون نامیده می‌شود. یک کنوانسیون منطقه‌ای که در سال ۱۹۷۶ برای جلوگیری و کاهش آلودگی ناشی از کشتی‌ها، هواپیماها و منابع زمینی در دریای مدیترانه تصویب گردید. این کنوانسیون فقط شامل تخلیه یا ترشحات آلاینده‌ها نیست، بلکه امضاکنندگان این میثاق موافقت کردند که برای مقابله با شرایط اضطراری آلودگی، نظارت و تحقیقات علمی کمک و همکاری داشته باشند. این کنوانسیون در ۱۶ فوریه ۱۹۷۶ به تصویب رسید و در ۱۰ ژوئن ۱۹۹۵ اصلاح گردید.
کنوانسیون بارسلون و پروتکل‌های آن چارچوب قانونی برنامه اقدام مدیترانه مصوب ۱۹۷۵ می‌باشند که تحت نظارت برنامه محیط زیست سازمان ملل متحد برای دریاها تدوین شده‌است.

## اهداف
هدف اصلی این کنوانسیون کاهش آلودگی در دریای مدیترانه و حفاظت و بهبود محیط زیست دریایی در این منطقه و در نتیجه کمک به توسعه پایدار آن است. برای دست‌یابی به این هدف تعهدات مشخصی در نظر گرفته شده‌است.